# Eiphosoma travassosi
Eiphosoma travassosi là một loài tò vò trong họ Ichneumonidae.